# Península de Bataan
 Bataan  és una província peninsular a la regió de Luzon Central a les Filipines. La seva capital és Balanga.

## Geografia
Bataan, que és una península, és una extensió rocosa de les Muntanyes Zambales de Luzón. Està separada de la Badia de Manila pel Mar de la Xina Meridional. La península s'elevacions fins als 1253 metres al Mont Natib, situat al nord, pel sud les Muntanyes Mariveles inclouen el Mont Samat, lloc històric per la tràgica Marxa de la Mort durant la Segona Guerra Mundial.